# Yuki Ebihara
Yuki Ebihara (jap. 海老原有希 Ebihara Yuki; ur. 28 października 1985 w prefekturze Tochigi) – japońska lekkoatletka specjalizująca się w rzucie oszczepem.
W 2004 roku zdobyła brązowy medal mistrzostw Azji juniorów oraz była piąta na juniorskim czempionacie globu. Podczas igrzysk azjatyckich w Dosze w 2006 była trzecia, a rok później zajęła ósmą lokatę na uniwersjadzie. W sezonie 2009 reprezentowała Japonię podczas mistrzostw świata jednak nie udało jej się awansować do finału. Czwarta zawodniczka mistrzostw Azji (2009), w 2010 wygrała igrzyska azjatyckie. Wielokrotna medalistka mistrzostw Japonii (m.in. mistrzyni kraju z 2010).
Rekord życiowy: 63,80 (10 maja 2015, Kawasaki) – do 2019 rezultat ten był rekordem Japonii.

## Osiągnięcia
| Rok  | Impreza                     | Miejsce        | Lokata            | Wynik |
| ---- | --------------------------- | -------------- | ----------------- | ----- |
| 2004 | Mistrzostwa Azji juniorów   | Ipoh           | 3. miejsce        | 52,07 |
| 2004 | Mistrzostwa świata juniorów | Grosseto       | 5. miejsce        | 54,44 |
| 2006 | Igrzyska azjatyckie         | Doha           | 3. miejsce        | 57,47 |
| 2007 | Uniwersjada                 | Bangkok        | 8. miejsce        | 55,31 |
| 2009 | Mistrzostwa świata          | Berlin         | el. – 25. miejsce | 54,81 |
| 2009 | Mistrzostwa Azji            | Kanton         | 4. miejsce        | 53,18 |
| 2010 | Igrzyska azjatyckie         | Kanton         | 1. miejsce        | 61,56 |
| 2011 | Mistrzostwa świata          | Daegu          | 9. miejsce        | 59,08 |
| 2012 | Igrzyska olimpijskie        | Londyn         | el. – 16. miejsce | 59,25 |
| 2013 | Mistrzostwa świata          | Moskwa         | el. – 16. miejsce | 59,80 |
| 2014 | Igrzyska azjatyckie         | Incheon        | 4. miejsce        | 58,72 |
| 2015 | Mistrzostwa świata          | Pekin          | el. – 19. miejsce | 60,30 |
| 2016 | Igrzyska olimpijskie        | Rio de Janeiro | el. – 21. miejsce | 57,68 |
| 2017 | Mistrzostwa świata          | Londyn         | el. – 24. miejsce | 57,51 |